# The Guilty Party (film 1917)
The Guilty Party è un cortometraggio muto del 1917 diretto da Thomas R. Mills.

## Produzione
Il film fu prodotto dalla Vitagraph Company of America (come Broadway Star Features).

## Distribuzione
Distribuito dalla General Film Company, il film - un cortometraggio in due bobine - uscì nelle sale cinematografiche statunitensi il 21 settembre 1917.